# أنجيلوس (اسقف لندن)
 الأنبا أنجيلوس (القاهرة 1967  -) هو اسقف إيبارشية لندن للكنيسة القبطية الأرثوذكسية في إنجلترا، المملكة المتحدة. ورئيسً جمعية الكتاب المقدس العالمية
نيافة الأنبا أنجيلوس حصل على وسام الإمبراطورية البريطانية بدرجة ضابط (OBE)، وهي رتبة فائقة الامتياز، نظير جهوده في خدمة الحريات الدينية في العالم.

## حياته
هاجر مع اسرته عام 1973 لسيدنى في أستراليا وهو طفل صغير حيث قضى معظم طفولته وأوائل شبابه.اخد شهادة البكالورويوس في الآداب في تخصص العلوم السياسيه والفلسفة والاجتماع كما اكمل بعدها دراساته العليا في القانون. عاد الأنبا أنجيلوس لمصر عام 1990 حيث دخل دير القديس الانبا بيشوى في وادى النطرون تحت اسم الأخ ارسانيوس.
وأثناء خدمته بالدير أصبح مسئولا عن إدارة المقر البابوى وقاعة المؤتمرات في مقر الدير وكان أيضا يخدم كسكرتيرا للبابا شنوده لمدة 6 سنوات. كان أيضا مسئولا عن إصدار المجلة الرسمية للكنيسية القبطية باللغة الإنجليزية والمعروفة باسم مجلة الكرازة (El-Keraza).

## تاريخ الرسامة
اترسم الانبا انجيلوس من قبل البابا شنودة الثالث (بابا الإسكندرية) يوم 14 نوفمبر 1999. ليكون أسقفا عاما في إنجلترا وعضوا في المجمع المقدس للكنيسه القبطيه الارثوذكسيه.

## روابط خارجية
- الأنبا أنجيلوس على موقع ميوزك برينز (الإنجليزية)
- Anba Angaelos